# Josef Gutvald
Josef Gutvald (21. prosince 1911 Třešť – 27. května 1941 Uckerby) byl český pilot Royal Air Force v období druhé světové války.

## Život

### Před druhou světovou válkou
Josef Gutvald se narodil 21. prosince 1911 v Třešti v rodině městského strážníka Josefa Gutvalda a jeho ženy Juliány. Vychodil obecnou a měšťanskou školu a vyučil se zámečníkem u firmy Meissner. V roce 1929 se přihlásil do školy pro odborný dorost letectva v Prostějově. V roce 1931 nastoupil po jejím absolvování k armádnímu letectvu. Všeobecnou mobilizaci na podzim 1938 prožil na polním letišti v Horních Měcholupech. V době rozpadu Československa v březnu 1939 sloužil u Leteckého pluku 4 ve Kbelích. Dosáhl hodnosti rotmistra.

### Druhá světová válka

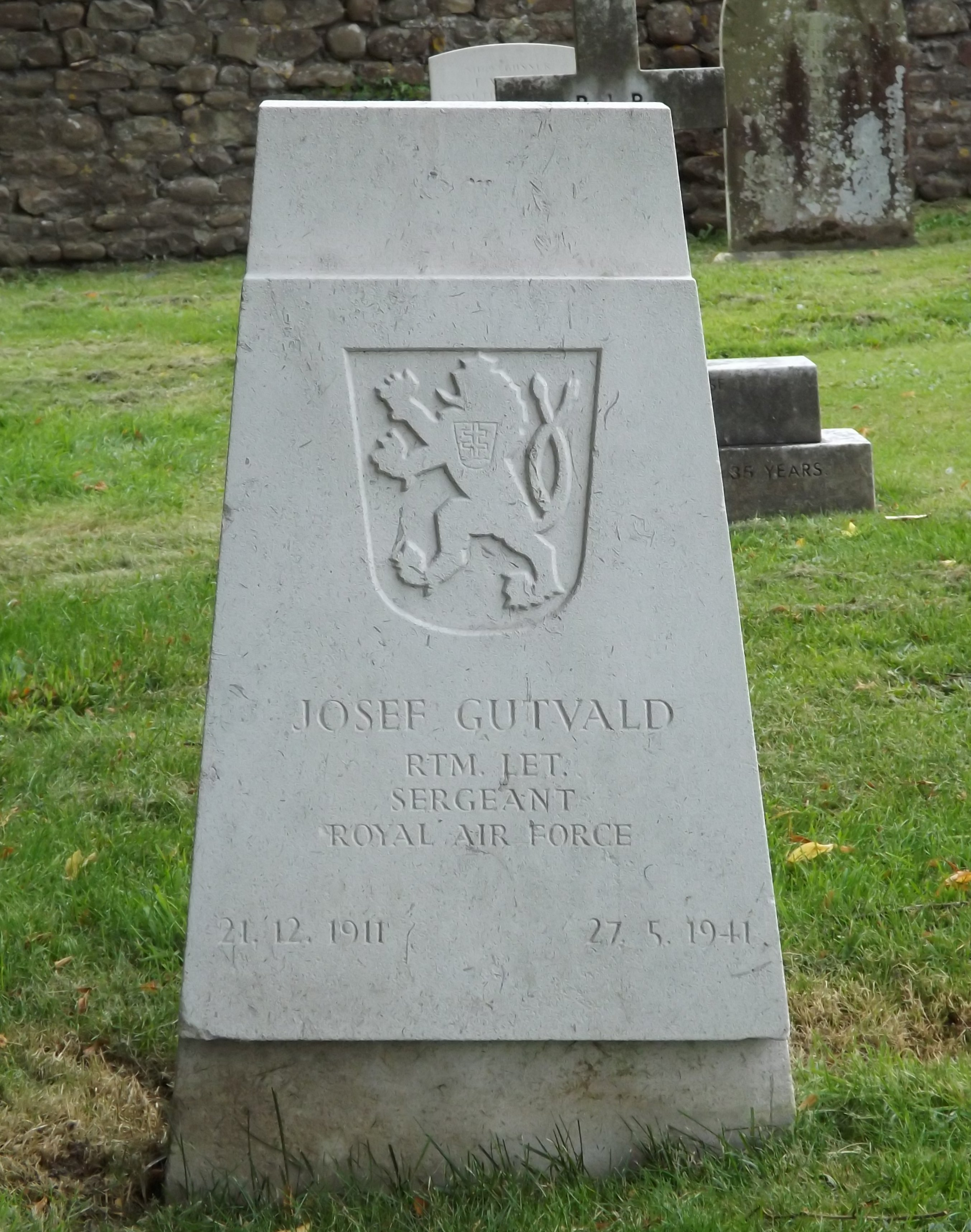
Hrob Josefa Gutvalda v Cattericku

Po německé okupaci a rozpuštění Československé armády vstoupil Josef Gutvald v červenci 1939 do Vládního vojska. Zasnoubil se s úřednicí Boženou Srnovou působící v Praze a pocházející z Dolní Cerekve. V lednu 1940 opustil ilegálně Protektorátu Čechy a Morava a přes Maďarsko, Jugoslávii, Řecko, Istanbul, Libanon a Alexandrii se dostal do Francie, kde se 28. března v Marseille přihlásil do zde vznikající československé zahraniční jednotky. Do července pobýval na československé základně v Agde, do bojů o Francii se pravděpodobně nezapojil. Po jejím pádu se přes Gibraltar evakuoval do Spojeného království, kde 25. července 1940 vstoupil do Royal Air Force. Po přeškolení na britskou leteckou techniku byl v říjnu téhož roku zařazen ke 43. peruti. Po měsíci služby byl přeložen ke 46. peruti, kde sloužil do května 1941. Po krátkém působení u 3. perutě byl 18. května přeřazen do nově vzniklé 313. československé stíhací perutě. Dne 27. května 1941 měl absolvovat na stroji Supermarine Spitfire Mk.Ia R7163 cvičný výškový let do 7000 metrů. Zřejmě z důvodu zamrznutí dýchacího přístroje ztratil vědomí, zřítil se k zemi u vsi Uckerby a zahynul. Pohřben byl 30. května na hřbitově v Cattericku.

## Posmrtná ocenění
- Karel Vykoukal byl v roce 1991 in memoriam povýšen do hodnosti plukovníka